# Rising Sun (album)
Rising Sun – drugi album studyjny południowokoreańskiej grupy TVXQ, wydany 12 września 2005 roku przez SM Entertainment. Głównym singlem z płyty był „Rising Sun” (kor. Rising Sun (순수)). Album sprzedał się w liczbie ponad 296 091 egzemplarzy (stan na grudzień 2011).
Fragment tytułowego utworu „Rising Sun” pojawił się w filmie Szybko i wściekle.
24 października 2007 roku album ukazał się w Japonii, wydany przez Rhythm Zone.

## Lista utworów
| CD  | CD                                                                                    | CD                                       | CD                          | CD             | CD      |
| Nr  | Tytuł utworu                                                                          | Tekst                                    | Kompozycja                  | Aranżacja      | Długość |
| --- | ------------------------------------------------------------------------------------- | ---------------------------------------- | --------------------------- | -------------- | ------- |
| 1.  | „Tonight”                                                                             | Yoo Young-jin                            | Yoo Han-jin                 | Yoo Han-jin    | 4:40    |
| 2.  | „Beautiful Life”                                                                      | Kim Young-hoo                            | Jamie Jones                 | Jamie Jones    | 3:34    |
| 3.  | „Rising Sun” (kor. Rising Sun (순수) Rising Sun (Sunsu))                              | Yoo Young-jin                            | Yoo Young-jin               | Yoo Young-jin  | 4:42    |
| 4.  | „Babo (Unforgettable)” (kor. 바보 (Unforgettable))                                    | Kwon Yoon-jeong                          | Hwang Seong-je              | Hwang Seong-je | 4:16    |
| 5.  | „Nega Horaghalteni (LOVE is Never Gone)” (kor. 내가 허락할 테니 (LOVE is never gone)) | Jin Young-jin                            | Jack Kugell                 | Jack Kugell    | 4:44    |
| 6.  | „LOVE after LOVE”                                                                     | Lee Sang-in, U-know Yunho, Micky Yoochun | Lee Sang-in                 | Lee Sang-in    | 3:47    |
| 7.  | „Dangerous Mind”                                                                      | Yoo Young-jin                            | Yoo Young-jin               | Yoo Young-jin  | 3:56    |
| 8.  | „One”                                                                                 | Kenzie                                   | Kenzie                      | Kenzie         | 4:03    |
| 9.  | „LOVE is...”                                                                          | Minuki                                   | Minuki                      | Kim Sung-hoon  | 3:41    |
| 10. | „Free your mind” (Feat. TRAX)                                                         | Kim Young-hoo                            | Kim Young-hoo, William Pyon | Ahn Ik-soo     | 4:06    |
| 11. | „Jageun Gobaek (LOVE is All I Need)” (kor. 작은 고백 (LOVE is all I need))            | Lee Seung-jae                            | Jojo Bee                    | Jojo Bee       | 4:01    |
| 12. | „Yaksokhaettdeon Geuttee (Always There...)” (kor. 약속했던 그때에 (Always There...))  | Lee Yoon-jae                             | Lee Yoon-jae                | Lee Yoon-jae   | 3:17    |
| 13. | „Beautiful Life -Japanese ver.-” (wyd. japońskie)                                     |                                          |                             |                |         |